# Carlos Surinach
Carlos Surinach i Wrokona [suɾi'ŋak] (eigenlijk: Suriñach) (Barcelona, 4 maart 1915 – New Haven (Connecticut), 12 november 1997) was een Spaans componist en muziekpedagoog.

## Biografie
Surinach studeerde compositie bij Enrique Morera Viura aan het Conservatorio Superior de Música del Liceo in Barcelona. Aansluitend ging hij naar Duitsland en studeerde verder aan de Robert-Schumann-Hochschule Düsseldorf in Düsseldorf, de Hochschule für Musik, Keulen bij Eugen Pabst (1886-1956) en aan de Musikhochschule Berlijn in Berlijn, waar onder andere zijn Max Trapp en Richard Strauss waren.
In 1944 werd hij dirigent bij het Orquesta Filharmónica Barcelona en het Orquesta de Gran Teatro del Liceo. In 1947 vertrok hij naar Parijs en was gastdirigent in verschillende Europese steden. In 1951 emigreerde hij in de Verenigde Staten, waar hij een succesrijk componist voor dansmuziek werd. In 1959 kreeg hij de burgerlijke rechte van de Verenigde Staten.
Hij schreef drie balletten voor de bekende choreograaf Martha Graham, te weten Embattled Garden (1958), Acrobats of God (1960) en The Owl and the Pussycat (1978). Naast deze balletten schreef hij ook nog een aantal andere balletten, maar ook werken voor orkest, harmonieorkest, kamermuziek, koorwerken, cantates en symfonieën.
Naast zijn compositorische werkzaamheden is hij in de Verenigde Staten vooral bekend als muziekpedagoog. Hij doceerde aan de Carnegie-Mellon Universiteit in Pittsburgh, Pennsylvania en aan het Queens College van de CUNY (City University of New York) in New York. Een van zijn bekendste leerlingen is Louis W. Ballard.

## Composities

### Werken voor orkest
- 1945 Passacaglia-Symphony
- 1949-1950 Symphony no 2
- 1954 Doppio Concertino, voor viool, piano en orkest
- 1954 Fandango
- 1954 Hollywood Carnival
- 1954 Sinfonietta Flamenca
- 1956 Feria Mágica, ouverture
- 1956 Concertino, voor piano, strijkorkest en cymbals
- 1957 Sinfonia Chica
- 1965 Drama Jondo, A Dramatic Overture
- 1966 Melorhythmic Dramas
- 1973 Concerto, voor piano en orkest
- 1973 Las Trompetas de los Serafines, ouverture
- 1978 Concerto, voor strijkorkest
- 1978 Concerto, voor harp en orkest
- 1980 Concerto, voor viool en orkest
- 1985 Symphonic Melismas
- 1988 Concerto, voor dwarsfluit, contrabas en kamerorkest
- Memories of Old Zarzuela

### Werken voor harmonieorkest
- 1954 Sinfonietta Flamenca
  1. Vivo
  2. Andantino
  3. Presto agitato
- 1959 Paeans and Dances of Heathen Iberia
- 1967 Ritmo Jondo, Flamenco for Band
- 1971 Sinfonietta Flamenca
- 1972 Soleriana (gebaseerd op een "fandango" van Padre Antonio Soler)
- 1977 Jota uit de "Suite Espagnole"
- 1977 Celebraciones Medievales, voor gemengd koor en harmonieorkest
- Hieroglyphics, voor blazers, cello en contrabas

### Cantates
- 1962 Cantata of St. John, voor vijfstemmig gemengd koor (SSATB) en twee slagwerkers

### Muziektheater

#### Balletten
| Voltooid in | titel                                     | aktes  | première                                   | libretto | choreografie   |
| ----------- | ----------------------------------------- | ------ | ------------------------------------------ | -------- | -------------- |
| 1953        | Ritmo Jondo uit «Flamenco»                |        |                                            |          | Doris Humphrey |
| 1958        | Embattled Garden                          | 1 akte | 3 april 1958, New York, Adelphi Theater    |          | Martha Graham  |
| 1960        | Acrobats of God                           | 1 akte | 27 april 1960, New York, 54-Street-Theater |          | Martha Graham  |
| 1960        | David and Bath-Sheba (A Place in the Sun) |        |                                            |          | J. Butler      |
| 1961        | Apasionada                                |        |                                            |          | Palu Long      |
| 1962        | Feast of Ashes                            |        |                                            |          |                |
| 1965        | Los Renegados                             |        |                                            |          | J. Anduze      |
| 1966        | Venta Quemada                             |        |                                            |          | P. Lang        |
| 1967        | Agathe’s Tale                             |        |                                            |          | Paul Taylor    |
| 1970        | Suite Espagnole                           |        |                                            |          | J. de Udaeta   |
| 1974        | Chronique                                 |        |                                            |          |                |
| 1978        | The Owl and the Pussycat                  |        |                                            |          | Martha Graham  |
| 1979        | Bodas de Sangre (Blood Wedding)           |        |                                            |          |                |
| 1989        | Quimera                                   |        | 1989, Genève                               |          |                |

### Werken voor koren
- 1969 The Missions of San Antonio, voor mannenkoor en orkest
- 1972 Via Crucis, voor gemengd koor, gitaar en pauken

### Vocale muziek
- 1958 Cantares, voor sopraan en piano
- 1965 Flamenco Meditations, voor sopraan of tenor en piano
- 1972 Prayers, voor zangstem en gitaar
- 1970 Via Crucis: a cycle of fifteen saetas, voor gitaar en gemengd koor

### Kamermuziek
- 1953 Tientos (Essays), voor
- 1967 Flamenco Cyclothymia, voor viool en piano
- 1974 Strijkkwartet

### Werken voor piano
- 1951 Flamenquerias
- 1955 Tales from the Flamenco Kingdom
- 1960 Five Dances

### Werken voor gitaar
- 1959 Sonatina, voor gitaar
- 1972 Una Rosa en Cada Galta, voor twee gitaren
- Song and Dance, voor gitaar
- Songs of the Soul, voor gitaar